# Bocquillonia grandidens
Bocquillonia grandidens är en törelväxtart som beskrevs av Henri Ernest Baillon. Bocquillonia grandidens ingår i släktet Bocquillonia och familjen törelväxter. Inga underarter finns listade i Catalogue of Life.